# Соломон і цариця Савська
«Соломон і цариця Савська» («Solomon and Sheba») — американський кінофільм 1959 року, знятий режисером Кінг Відором, з Юлом Бріннером і Джиною Лоллобриджидою у головних ролях.

## Сюжет
Незадовго до смерті Давида, царя Ізраїлю, йому з'явилося видіння, в якому Бог каже йому, що його молодший син Соломон має стати спадкоємцем престолу. Старший син Давида незадоволений і клянеться отримати трон. Тим часом єгипетський Фараон погоджується поступитися портом Червоного моря Королеві Сабе, яка одна може знайти спосіб знищити мудрого Соломона, що є загрозою єгипетського царства…

## У ролях
- Юл Бріннер — Соломон
- Джина Лоллобриджида — цариця Савська
- Джордж Сандерс — Адонія
- Маріза Паван — Авісага
- Девід Фаррар — фараон Єгипту
- Фінлей Керрі — Давид
- Маручі Фресно — Вірсавія
- Гаррі Ендрюс — Балтор
- Хосе Ньєто — Ахав
- Вільям Девлін — Натан
- Джек Гуїллім — Іосія
- Джин Андерсон — роль другого плану
- Лоуренс Нейсміт — роль другого плану
- Хуліо Пенья — Садок
- Джон Кроуфорд — Іоав
- Тайрон Павер — епізод
- Алехандро Рей — епізод
- Енн Скотт — епізод
- Віржіліу Тейшейра — епізод
- Клод Дантес — епізод
- Фелікс де Помес — єгипетський воєначальник

## Знімальна група
- Режисер — Кінг Відор
- Сценаристи — Крейн Вілбур, Ентоні Вейлер, Джордж Брюс
- Оператор — Фредді Янг
- Композитори — Маріо Нашимбене, Малкольм Арнольд
- Художники — Річард Дей, Альфред Суїні
- Продюсери — Тед Річмонд, Тайрон Павер